# Valtellina

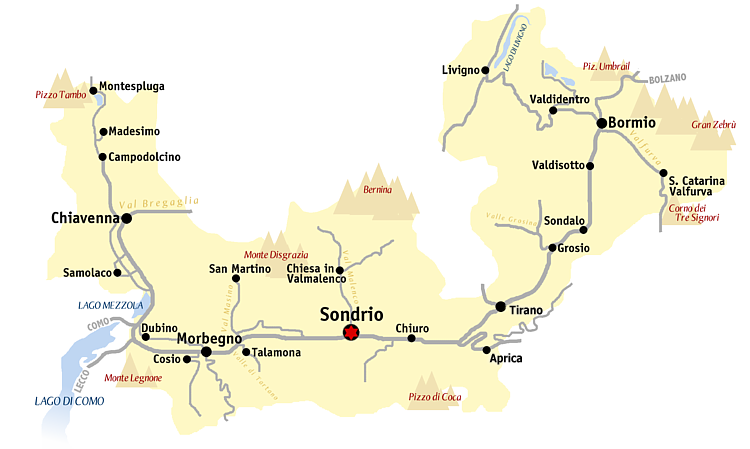
Mapa de la Valtellina

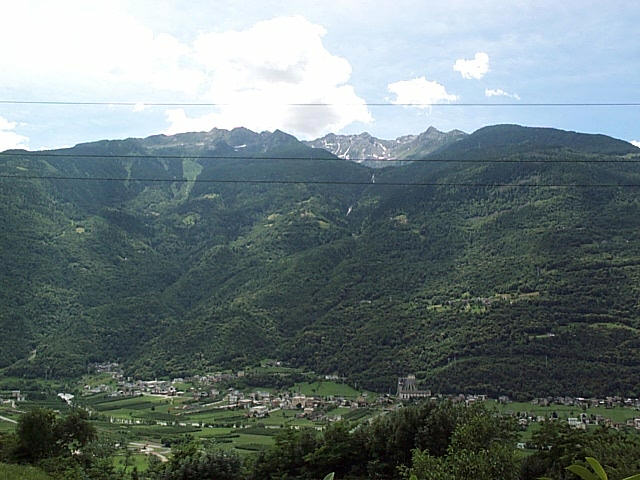
Un paisatge de Valtellina

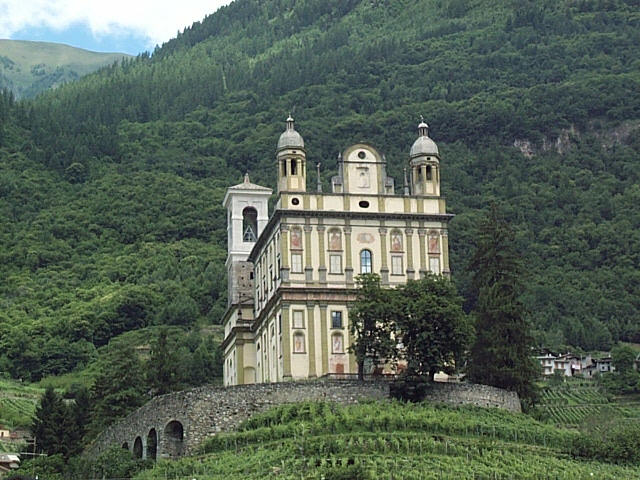
Església de Tresivio

Valtellina o la Valtelline és una vall dins la Llombardia, a Itàlia. Fa frontera amb Suïssa.
Actualment és coneguda per les activitats d'esquí, les seves fonts termals, el formatge, especialment el de tipus Bitto, i els seus vins. En segles passats, la Valtellina era un pas dels Alps entre el nord d'Itàlia i Alemanya. Durant la Guerra dels Trenta Anys i d'altres, va ser molt important controlar la Valtellina, el Camí dels espanyols entre les possessions italianes i els territoris d'Àustria, a través de Suïssa.

## Geografia
La comune més importa dent d'aquesta vall és la localitat de Sondrio; d'altres centres importants són Aprica, Morbegno, Tirano, Bormio i Livigno.

## Història
Durant els segles XVI, XVII i XVIII, la Valtellina va pertànyer a Graubünden o Grisons (la "Lliga Grisa"), la qual era una regió de defensa mútua independent de Suïssa; però, actualment, és el cantó suís més a l'est. Graubünden és una zona on es parlen els idiomes alemany, romanx, llombard i italià i, durant el segle xvi, quan era governada per Graubünden, aquesta regió es coneixia com a Veltlin, Westtirol i el Welsche Vogteien.
Durant la Guerra dels Trenta Anys, la Valtellina va ser un escenari de lluita intensa de tipus militar i diplomàtic entre França, l'Imperi Habsburg i les autoritats locals.
El febrer de 1623 França, Savoia i la República de Venècia signaren el Tractat de París, pel qual acordaren restablir el territori de Valtellina procurant treure les forces espanyoles que hi estaven estacionades des de la batalla de la Muntanya Blanca.
El 1797, la Primera República Francesa creà la República Cisalpina al nord d'Itàlia. El 10 d'octubre de 1797, els francesos donaren suport a una revolta de la Valtellina contra el Graubünden (Grisons en francès) i l'uniren a la República Cisalpina.
Industrialment aquesta zona és famosa per haver tingut, el 1902, la primera línia de ferrocarril elèctrica. Va ser dissenyada per l'hongarès Kálmán Kandó.
Durant la Segona Guerra Mundial, la vall fou el territori on els feixistes italians, encapçalats per Benito Mussolini, pretenien dur a terme una última resistència davant la imminent victòria Aliada. Per aquest motiu, van crear el Ridotto Alpino Repubblicano que, si bé finalment va ser poc preparat militarment, pretenia servir d'inspiració per a una futura revolució feixista.

## Cultura i idioma
En la regió al nord de Morbegno, en la Costiera dei Cech, hiviu un grup que descendeix de la invasió dels francs a Itàlia del segle viii. En temps antics s'hi parlava romanx i llombard; però actualment només s'hi parla llombard i italià.

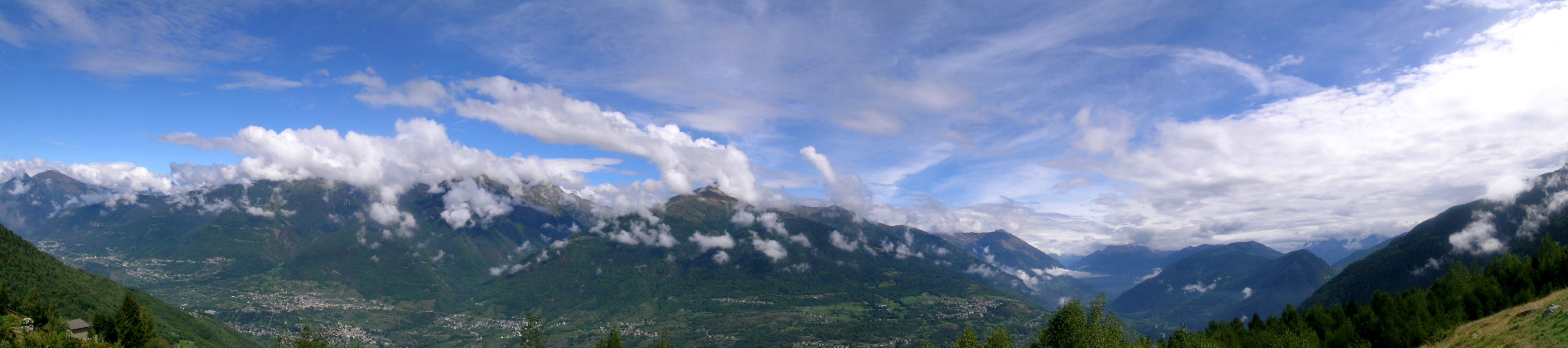
Panorama de la Valtellina des d'Alpe Piazzola a la comune de Castello dell'Acqua.